# Йоахим фон Рибентроп
Йоахим Улрих Фридрих Вили Фон Рибентроп (на немски: Ulrich Friedrich Wilhelm Joachim von Ribbentrop) е външен министър на Третия райх, съветник на Адолф Хитлер по външната политика.

## Биография
Учи в Касел и Мец, живее известно време в Лондон, а през 1910 г. започва да изучава банково дело в Канада. В северноамериканската страна Йоахим Рибентроп работи в железопътното строителство, а също и във фирма за внос на вина в Отава.
Младият Йоахим Рибентроп обаче живо се интересува от съдбата на Германия. Това се доказва от факта, че в началото на Първата световна война се завръща и се записва като доброволец в германската армия. Награден е с „Железен кръст“ I и II степен. Но също така по време на войната е изправен пред военен съд по обвинение в дезертьорство. Рибентроп обаче е оправдан и в края на 1918 г. е изпратен в Комисията по подготовка на мирната конференция.
Между Първата и Втората световна война Йоахим се издига в германското общество. Неговата търговска дейност е успешна и той укрепва финансовото си положение, а след като е осиновен от своята леля, получава и благородническата титла „фон“. В същото време се изявява и като противник на комунистическата идеология, насочвайки усилията си към укрепване на връзките между буржоазните партии и националсоциалистите.
Тази му дейност го сближава с идеите на националсоциалистическата партия. Постепенно Рибентроп усилва влиянието си в германските политически кръгове. Именно той има голям принос и за положителното решение на президента фон Хинденбург за назначаването на Хитлер за канцлер.
Така в началото на 30-те години на ХХ-век Рибентроп става част от Националсоциалистическата германска работническа партия. От ноември 1933 г. Рибентроп е депутат в Райхстага на град Потсдам и в същото време се занимава активно с външна политика. Всъщност именно външнополитическата дейност на Рибентроп от средата на 30-те години е неговото основно амплоа. Той става посланик в Англия и усилията му са насочени към спечелване на английска подкрепа за германските външнополитически искания. На 25 ноември 1936 г. Рибентроп подписва Антикоминтерновския пакт с Япония.
От 4 февруари 1938 г. Рибентроп е вече министър на външните работи. В тази си роля вече той подписва т. нар. „Стоманен пакт“ между Германия и Италия, а също и слага подписа си под Пакта за ненападение между Германия и СССР на 23 август 1939 г. и Договора за дружба и граници, обезпечаващ неутралитета на СССР по отношение на германски военни действия срещу други страни. Трябва да се отбележи, че Министерството на външните работи, ръководено от Рибентроп, играе роля за интернирането на еврейско население в лагери.
На 14 юни 1945 г. Рибентроп е арестуван и по-късно изправен пред Нюрнбергския военен трибунал. Признат за виновен и по четирите точки на обвинението, Рибентроп е осъден на смърт чрез обесване. Присъдата е изпълнена през октомври 1946 г.
Последните му думи на ешафода са:

Боже, пази Германия... Последното ми желание е Германия да осъзнае своята цялост и да се постигне разбирателство между Изтока и Запада. Пожелавам мир на света.